# 레드 던
《레드 던》(Red Dawn)은 1984년에 개봉한 미국의 전쟁 영화이며 감독은 존 밀리어스이며 공동 각본을 밀리어스와 케빈 레이놀즈가 맡았다. 주연은 패트릭 스웨이지, C. 토마스 하월, 리 톰슨, 찰리 쉰, 그리고 제니퍼 그레이 등이 출연했다. 이 영화는 최초로 MPAA 등급에서 PG-13을 받고 개봉한 영화이다.
영화의 배경은 1980년대에 미국이 소련, 쿠바, 니카라과 연합군에게 침략받는 대체 역사가 배경이다. 제3차 세계 대전이 시작될 때가 배경으로 완전히 상세하게 드러나진 않는다. 줄거리는 캘류맷 고교에서 살아남은 학생들 중 일부가 학교의 마스코트에서 이름을 따온 울버린즈란 호칭을 쓰며 점령군에게 게릴라전으로 대항하는 내용이다.
국내에는 제목을 그대로 해석한 붉은 새벽, 혹은 붉은 군대라는 제목으로도 알려졌고, 과거 일본에서의 번역을 그대로 차용한 "젊은 용사들"이란 제목으로 수입되기도 하였으나, 이후 방영에서는 일본식 번역명이 아닌 "불타는 전선"이란 제목으로 수정되기도 하였다.

## 줄거리

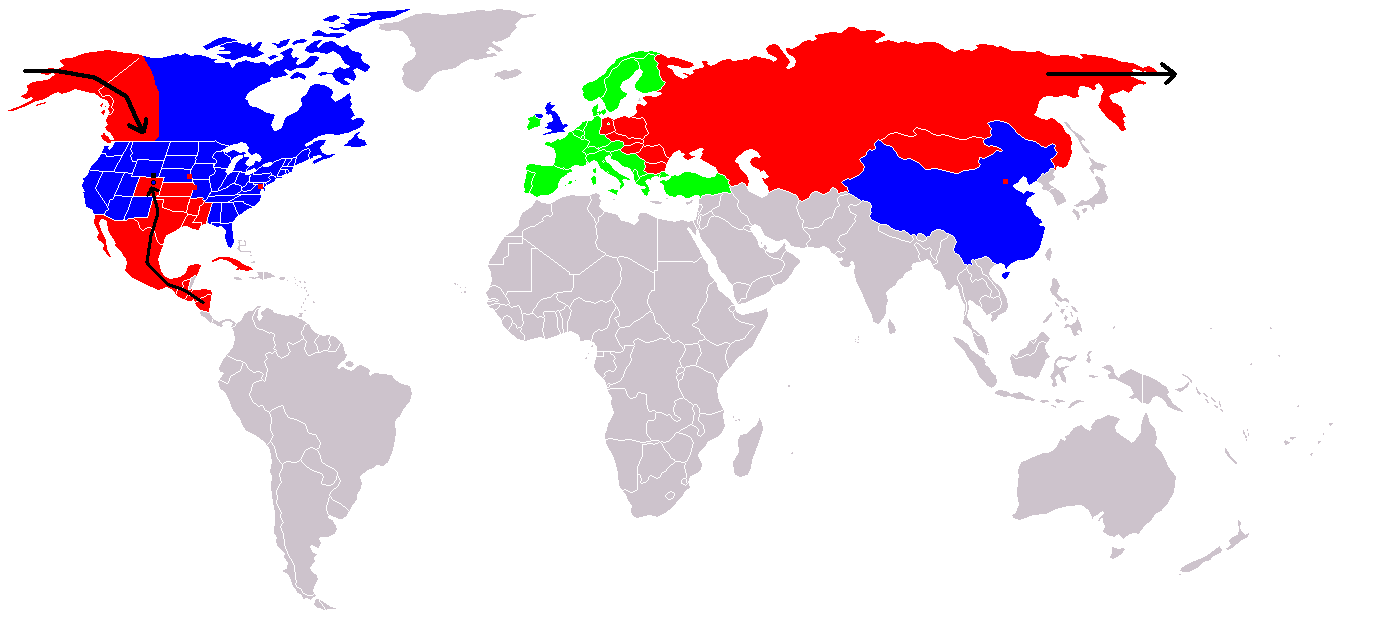
영화 속에 기술된 사건의 대략적인 지도:
파랑: The 미국과 동맹 캐나다, 영국, 중화인민공화국.
빨강: 소련과 동맹 쿠바, 니카라과.
녹색: 서유럽의 중립국들.
화살표는 침략 경로. 빨간 점은 핵무기에 파괴된 도시들 (워싱턴 D.C., 오마하 (네브래스카주), 캔자스 시 (미주리주), 베이징 (중화인민공화국).

소련은 흉년으로 식량 문제가 생기고, 유럽 등 나토의 회원국들 중 좌파 정권이 집권하는 국가가 나타난다. 나토도 해체되면서 미국은 영국을 제외하고는 단계적으로 국제적 고립상태에 되어가는 한편 바르샤바 조약기구는 점점 영향력을 키워갔고, 멕시코도 공산주의 쿠데타가 발생했다.
이후 소련은 워싱턴 D.C. 등의 주요 도시와 핵 사일로 등에 기습 핵공격을 실시하고 상업용 전세기에 공수부대를 싣고 와서 주요 시설을 점령, 쿠바군을 주축으로 한 동맹군이 텍사스주로 밀고 들어와 중부 곡창지대를 점거하고 베링해로 들어온 지원부대가 캐나다와의 송유관 및 통신을 끊은 상태, 더 이상의 핵공격은 점령 미국의 시설을 이용할 수 없는 상황인지라 미시시피주 유역만을 점유한 미국 정부와 대치하고 있다.
유럽은 이미 두 번의 전쟁으로 지쳐 관전만 하고, 영국만이 소련에 저항하고 있으며, 국제적으로 미국을 지원하는 세력은 한 때는 10억 인구였다가 이제는 6억 인구의 중국만 있는 상황.
이러한 상황이 주인공 제드가 사는 작은 마을에까지 여파가 끼쳐 9월, 콜라라도 캘류멧의 어느 아침, 러시아 낙하산 부대가 제드의 마을에도 오고, 이를 모르고 무슨 상황인지 물어보러 온 교사는 러시아군의 총격을 받고 죽는다. 그 직후 학교와 학생들도 러시아군에게 공격받고, 포로로 끌려가며 제드와 일부 친구들은 가까스로 산 속으로 대피해 은거해 있다가 마을로 돌아와보지만 이미 마을은 적진 가운데 고립되어 있고, 가족들을 포함한 주민들이 핍박받고 학살당하는 광경을 보게 된다. 이에 제드 일행은 분노하며 결의를 다져 울버린즈라는 이름의 레지스탕스를 결성하는데...

## 출연진
- 패트릭 스웨이지: 제드 에커트
- C. 토마스 하월: 로버트 모리스
- 리 톰프슨: 에리카 메이슨
- 찰리 신: 맷 에커트
- 다렌 달튼: 대릴 베이츠
- 제니퍼 그레이: 토니 메이슨
- 브래드 세비지: 대니 베이츠
- 더그 토비: 아르투로 "아드바크" 몬드라곤
- 파워스 부스: 미공군 중령 앤드류 "앤디" 터너
- 해리 딘 스탠턴: 톰 에커트
- 론 오닐: 에르네스토 벨라 대령
- 윌리엄 스미스: 스트렐니코브 대령
- 블라덱 쉐이벌: 브랏첸코 장군
- 벤 존슨: 잭 메이슨
- 로이 젠슨: 사무엘 모리스
- 페페 세르나: 아버지 몬드라곤
- 레인 스미스: 베이츠 시장
- 라다메스 페라: 스테판 고르스키 중사

## 제작과정
레드 던의 각본은 케빈 레이놀즈의 원안을 바탕으로 존 밀리어스와 케빈 레이놀즈가 만들었다. 원안 스토리의 제목은 텐 솔저스(Ten Soldiers)였으며, 초기엔 인간의 공격적인 본능을 다룬 고전 소설 파리대왕과 유사한 내용이었다가, 최종적으로 액션 영화가 되었다. 이런 일부 변경들 중에는 초점이 집단 내부의 충돌에서 10대들과 억압하는 침략군과의 충돌로 전환되고, 일부 캐릭터들의 연령도 10대 초반에서 고등학생 이상으로 상향 조정되는 등의 변경도 포함되었다.
영화는 라스베이거스의 마을 및 그 근방에서 촬영되었다. 영화에 나온 상당 수의 건물 및 구조물들 중, 기차 정거장 인근의 역사적으로 유명한 프레드 하비 컴파니 호텔, 철도 조차장, 중심가 근처의 "콜로라도, 캘류멧"이라 덧칠된 건물 등 상당수는 오늘날에도 여전히 촬영되었던 장소에 있다. 낡은 세이프웨이 식료품점을 촬영용 방음 스튜디오로 바꾸어 이용하면서, 영화 내의 여러 장면들에 활용하였다.
영화 제작에 들어가기 전, 출연진들은 실제와 같은, 강도 높은 8주 군사 훈련 코스를 받았다. 그 동안, 제작진들은 캘리포니아, 뉴홀에서 특수제작 전투용 차량을 설계하고 만들었다. 솔저 오브 포춘 지의 보고에 따르면 영화에 쓰인 T-72 전차는 매우 정밀한 모조품이었기에 로스 앤젤레스에서 이동시키는 중, 2명의 CIA 정보요원이 스튜디오까지 전차를 따라와서, 어디서 구한건지 물어봤다고 한다.

## 반응
레드 던은 1984년에 가장 높은 흥행성적을 올린 영화 20위를 기록하였으며, 1984년 8월 10일에 개봉하며 초기 성적으로 1,822개의 상영관에서 8,230,381 달러의 흥행수입을 개봉 후 첫 번째 주말에 기록하여, 개봉한지 첫 주만에 손익분기점을 넘겨 흑자를 기록했다. 박스오피스모조에 기록된 성적은 38,376,497 달러였다. 이 영화는 미국에서 최초로 미국영화협회 PG-13 등급을 받고 개봉한 영화다.
개봉 당시에는, 레드 던을 기네스 세계 기록과 텔레비전 폭력 감시 국민 연합이 시간 당 영화 속 폭력행위가 134개, 분 당 2.23개의 비율로 나온다면서 가장 폭력적인 영화로 평가받은 적도 있었다. 이에 대해 반응하듯 2007년의 DVD 스페셜 에디션에는 화면에 "대학살 측정기(Carnage Counter)"를 띄울 수 있게 해놓기도 하였다. 다만 영화 자체는 저예산 영화이기 때문에 다른 초고예산 액션영화에 비하면 오히려 수수한 편이라는 관점도 있다.
일본의 소설가인 무라카미 하루키는 이 영화의 B급스러운 재미가 맘에 든다며 가장 좋아하는 영화 중 하나로 이 영화를 꼽았다. 심지어 "다들 이 영화를 호전적이고 황당무계한 영화인 줄로 치부하는데, 베트남 전쟁의 맥락과 연결지어 생각해 보면 소련과 쿠바의 침입에 미국 고딩들이 게릴라가 되어 저항하는 내용은 미국의 침입에 베트남인들이 게릴라가 되어 저항했던 것을 떠올리게 한다. 따라서 보기에 따라 끈질긴 반전영화가 될 수도 있지 않을까?"하는 진담인지 농담인지 알 수 없는 장난끼섞인 평론을 쓰기도 했다.
한편으로 영화 자체가 초고예산에 리얼리티와 고증을 추구하는 성향의 대규모 전쟁영화가 아닌, 작중 젊다못해 어리다고도 할 수 있는 주인공들도 가족과 친구, 어쩔수 없게 발생한 낙오자와 매국노등의 다양한 인물묘사와 함께 지키기 위한 싸움을 위하여 목숨을 걸고싸운 영웅담을 그린 저예산 영화이기 때문에, 이를 염두에 두고 보면 오히려 저예산 영화로서는 오락 영화로서 볼만하게 만든 편이라는 평도 있었다. 내셔널 리뷰 온라인에선 이 영화를 "보수적인 영화들 중 최고의 작품들." 중 15위로 평가했다

## 영화 내에서의 인용
- 미국 총기 협회의 슬로건, "내 총을 가질 수 있는 때는 죽고, 차가워진 내 손가락에서 빼내어갈 때이다.(I'll give you my gun when you take it from my cold, dead fingers)"가 영화 속 트럭의 범퍼 스티커에 적혀있는데, 이 장면 직후 캘류멧을 점령한 낙하산 부대가 죽은 사람 손에서 M1911 권총을 빼내간다.[9]
- 캘류멧 인근의 소련 캠프에서 미국인 수용자들에게 보여주는 영화는 알렉산드르 넵스키를 다룬 1938년도 영화로 세르게이 예이젠시테인이 만든 소련의 반(反) 나치 영화이다. 작중 약국 건너 마을 극장에서도 이 영화를 상영하고 있다.[10]
- 라디오 방송 중 "존에겐 긴 콧수염이 있다(John has a long mustache)"는 지상 최대의 작전 (1962)에서 프랑스 레지스탕스들이 결행일 전에 받는 것과 같은 메시지이다.[11]
- 내용 중 상당 부분이 아라파호 국립 숲을 무대로 하며, 작 중 소련군 일행이 특히 콜로라도 전쟁에 대해 언급하는데, 아라파하족 및 샤이엔족 인디언 반란군과 점령 중인 미국 정부 사이에 벌어진 전쟁이었다.[12]

## 대중문화에서

### 영화 및 TV
- 패밀리 가이의 에피소드 "Hell Comes to Quahog"에선, 피터가 레드 던: 더 뮤지컬을 연기한다.[13]
- 핫 텀 타임머신에서도 여러 가지 인용이 나온다.[14]
- 스크럽스의 에피소드 "My Heavy Meddle"에서 엘리엇과 터크는 "레드 던"을 본 뒤 영화에 대한 토론을 나누다.[15]
- 사우스 파크의 에피소드 "Grey Dawn"은 "레드 던"의 패러디다.[16]

### 비디오 게임
- 콜 오브 듀티: 모던 워페어 2의 줄거리 중에 미국에 대한 러시아의 극단적 국수주의자들의 침공을, 미국 육군 75 레인저 연대의 대원들이 격퇴해야 하는 내용이 있다. 업적 "레드 던"을 미국의 "울버린즈!"와 "엑소더스" 미션을 베태랑 난이도로 완수하면 획득할 수 있다. "레드 던"과 "울버린즈!"란 명칭 자체도 영화에 대한 인용이다.[17]
- 프리덤 파이터즈는 2003년의 비디오 게임으로 소련군이 침략한 뉴욕을 배경으로 하고있다. 이 게임은 레드 던에 큰 영향을 받은 게임으로 등장인물, 복장, 디자인, 그리고 마지막 미션도 영화의 마지막 장면들 중 울버린즈가 소련군 기지를 공격하는 장면과 매우 유사하다.[18]
- 홈프런트는 같은 각본가인 존 밀리어스가 참가한 비디오 게임으로, 북한군의 미국 침략을 다루고 있다. 다만 초기에는 중국군과의 대결을 다루려는 내용이었으나 중국 측과의 마찰을 피하기 위해 북한군으로 수정되었다.[19] 영화와 관련된 대표적인 "이스터 애그"들 중 하나로 학교 운동경기장의 큰 게시판에 "가라, 울버린즈!!!"라고 적혀있다.
- 오퍼레이션 플래시포인트는 2001년의 FPS 게임으로 수많은 가공의 섬들에서 미국과 러시아 소련군으로 추정되는 의문의 침략군과의 격돌을 배경으로 하고 있다. 마지막에, 게임에서 클라이막스를 장식하는 챕터 이름이 "레드 던"이다.[20]
- 폴아웃: 뉴 베가스의 랜덤 인카운터 이벤트 중에도 울버린즈를 패러디한 이벤트가 있다.
- 월드 인 컨플릭트의 게임 디자이너 역시 레드 던에서 영감을 받은 것이라고 밝혔다. 이 게임은 미국과 소련의 전쟁을 다룬 내용이며, 확장팩에선 소련군측에서의 대결을 다루고 있다.
- 커맨드 앤 컨커: 레드 얼럿 시리즈도 이 영화와 유사한 소재를 다루고 있으며, 레드 얼럿 2의 소련군 첫 번째 미션의 이름이 "레드 던"이다.

## "레드 던" 작전
이라크의 전 독재자 사담 후세인을 붙잡는 작전명은 레드 던 작전이라고 붙여졌고, 작전의 표적 역시 울버린 1 과 울버린 2로 표기되었다. 육군 대위 제프리 맥머리가 해당 작전명을 지었으며, 이에 대해 말하길 "매우 잘 어울리며 그 이유는 이 영화가 애국적이고, 미국에 친화적인 영화이기 때문입니다." 밀리어스는 이런 작명에 찬성하며 "전 너무나 큰 과찬과 명예를 받았습니다. 남겨질 유산을 갖게되어 기쁩니다."라고 밝혔다.

## 관련 지식
상기된 내용을 포함해 IMDB 트리비아 란에 정리된 내용들
- 최초로 미국 영화 협회에서 PG-13 등급을 받고 개봉한 영화이다.(최초로 받은 건 플라밍고 키드이지만 개봉은 레드 던이 더 빨랐다.)
- 개봉 당시에는 시간 당 영화 속 폭력행위가 134개, 분 당 2.23개의 비율로 나온다면서 가장 폭력적인 장면이 많은 영화로 기네스 북에 기록이 오르기도 했다.
- 영화 제작에 들어가기 전, 출연진들은 실제와 같은, 강도 높은 8주 군사 훈련 코스를 받았다.
- 영화의 시작 부분에서 고등학교 교실에 있는 징기스 칸 그림은 감독 존 밀리어스의 작품이다.
- 찰리 신의 장편 영화 데뷔작이다.
- 발매된 레이저디스크에 실린 본래 예고편에는 탱크를 적 병사들이 식사 중인 맥도날드로 몰고가는 장면이 포함되어 있다. 이 장면은 최종 편집본에는 안 나오는데, 개봉하기 몇 주 전에 캘리포니아, 산 이시드로의 맥도날드 지점에서 여러명이 죽는 살인사건이 발생해서 삭제된 것으로 보인다.
- 영화에 쓰인 T-72 전차는 매우 정밀한 모조품이었기에 로스 앤젤레스에서 이동시키는 중, 2명의 CIA 정보요원이 스튜디오까지 전차를 따라와서, 어디서 구한건지 물어봤다고 한다.
- 소련/쿠바 연합군이 멕시코를 통해 침투한다는 줄거리는 당시의 CIA와 미국 약점을 연구하는 전쟁학 연구에 바탕을 두고있다.
- 고등학교에서의 침략 장면을 찍는 중, 소련 병사 옷을 입은 낙하산 부대원들 5명이 코스에서 멀리 벗어난 곳으로 날라갔다.
- 영화 속에서, 울버린즈는 침략군의 점령지 본부를 폭탄으로 날린다. 2006년 8월 3일, 강력한 번개폭풍이 뉴 멕시코 주, 라스베가스에 107년 동안 있던 센트럴 블록 빌딩을 파괴했는데, 해당 장면이 촬영된 장소였다.
- 낡은 세이프웨이 식료품점을 촬영용 방음 스튜디오로 바꾸어 이용하면서, 영화 내의 여러 장면들에 활용하였다.
- 영화 후반부에 스트렐니코브가 사용하는 기관단총은 핀란드제 야티매틱 GG-95 PDW이다. 1980년대 중반에 400개 정도가 제조되었다.
- 2003년 12월 13일에 이라크의 전 독재자 사담 후세인을 붙잡는 작전명이 레드 던 작전이라고 붙여졌고, 존 밀리어스는 이에 대해 영광이라고 밝혔다.
- 영화의 본래 홍보문구에 적혀있길, "우리 시대에, 그 어떤 외국 군대도 미국 영토를 점령한 적은 없었다."라 적혀있다. 일부 역사학자들은 이는 역사학적으로 부정확하다고 여기고 있다. 영국군은 1912년의 전쟁 동안 본토에서 떨어진 속령을 점령했었다. 그들은 뉴 올리언스 외곽 지역을 점령했고, 백악관을 포함한 워싱턴 DC의 상단부분을 점령하고 불태웠다. 일본군은 2차 세계대전 동안 알래스카 해안 쪽의 여러개의 섬들을 점령했었다. 다만, 문구에서 언급한대로 "우리 시대에" (관객들의 일생 동안) 서는 기술적으로 맞는 이야기다. 그 어떤 관객들도 1812년의 전쟁 동안 살아있지 않았고, 알레스카는 일본이 침략할 때도 여전히 본토에서 떨어진 속령이었고, 미국의 주가 된 건 1959년 때였다.
- 대본의 원래 이름은 "텐 솔저스"였다.
- 이야기의 무대는 콜로라도이나, 대부분은 뉴 멕시코 주의 라스베가스에서 촬영되었다. 파괴된 소련군 차량에 울버린즈라고 새겨져있는 장면이 잠시 나올 때 배경에 물고기가 크게 그려진 고속도로 광고판이 있는데, 여기서 광고하는 스톨리 강은 라스베가스에서 5마일 북쪽에 있는 뉴 멕시코 주립 공원의 강이다.
- 영화 시작부에 교실에 있는 깃발은 48개의 별이 새겨진 깃발이다. 이는 2차 세계대전 당시의 깃발로, 영화가 3차 세계대전의 시작을 다룰 것임을 보여주는 상징적인 인용이다.
- 에리카가 앤디 중령을 발견했을 당시, 에리카가 상대의 국적을 확인하려고 텍사스 주의 수도가 어디인지를 물어본다. 앤디 중령이 오스틴이라고 대답하자, 오히려 에리카가 휴스턴이 수도라고 잘못 말한다. 이 잘못된 대답은 앤디 중령 역할을 맡은 파워스 부스가 텍사스 출신이고, 마찬가지로 주역 중 한명인 패트릭 스웨이지가 휴스턴 출신이란 점에서 따온 농담이다.
- 모든 현대식 탱크들의 사슬 톱니바퀴는 실제 물품이다. 모조품 소련군 장비는 대부분 미국의 M-48 탱크들이었다. 탱크를 뒤로 역행시키고, 섬유 유리 포탑을 추가하면서 모조품들을 더욱 실감나게 만들었다.
- 침략군의 러시아 지휘자 중 스트렐니코브 대령이 있다. 1965년 영화 닥터 지바고에서, 학교선생 파샤 안티포트 (톰 커트니)가 러시아 혁명 중 적색 비정규군 유격대(Red Partisans)의 리더가 되었을 때 쓰는 이름도 스트렐니코브다.
- 제드 일행이 라디오 방송을 들을 때 나오는 메시지 중 하나가, "존에게는 긴 콧수염이 있다"이다. 2차 세계대전 중, 라디오 런던에서 프랑스의 레지스탕스에게 보낸 암호화된 메시지 중, 가장 유명한 것은 "진에게는 긴 콧수염이 있다"이다.
- 이 영화에 나오는 소련군의 Mi-24 하인드 헬기는 아에로스파시알 SA.330 푸마를 개조한 것으로 실제 하인드 헬리콥터들처럼 날개 위에 빗장을 맞추었다. 유사하게 개조한 푸마들은 람보 2와 람보 3 등에서도 소련군 하인드 헬리콥터로 출연했다.

- 비정규군 바위에서, 미국인들이 결국 전쟁에서 이겼음을 설명하는 나레이션이 나오는 희망적인 결말은 스튜디오 측의 주장으로 추가되었다.

## 리메이크
리메이크판은 무대를 현대로 바꾸고, 적은 초기엔 중국군이었다가 중국 측의 항의로 북한군으로 수정하는 등 상기한 홈프런트와 비슷한 과정을 겪기도 하였다.

## 같이 보기
- 생존 영화
- 워 오브 투모로우